# Daniela Lauber
Daniela Lauber (Milano, 2 agosto 1966) è una politica italiana.

## Biografia
Ha condotto studi di psicologia e di pedagogia approfondendone gli aspetti attraverso esperienze professionali in vari campi, come insegnante di scuola materna e life coach. Ha conseguito il titolo di Dottoressa in Scienze e tecniche psicologiche presso l'Università Mercatorum, portando come elaborato di tesi "Le relazioni interpersonali: malato, famiglie, equipe medica, volontari all'interno dell'hospice".
Da giugno 1993 a dicembre 1997 diventa Consigliere comunale del Comune di Milano per la Lega Nord e, nell'aprile del 1994, a neppure 28 anni, viene eletta Deputato alla Camera della Repubblica Italiana nella XII Legislatura con Lega Nord, VII Commissione Cultura.
Nel 1995 ha fondato l'Associazione Aurlindin Onlus, di cui è presidente, un'associazione di volontariato che nasce con l'intento di fornire ai malati terminali e alle loro famiglie uno speciale tipo di assistenza, che pone l'attenzione sulle esigenze spirituali e umane delle persone, aiutandole ad affrontare l'esperienza della malattia e della morte con una maggiore consapevolezza. I suoi volontari si occupano del sostegno alle famiglie, l'accompagnamento del malato e l'elaborazione del lutto. Negli ultimi anni l'associazione ha attivato nuove sezioni: la sezione San Francesco e la sezione San Paolo che seguono obiettivi specifici nel sociale. Nel 2017 si è dedicata a un altro importante progetto per i bambini, per attivare i loro talenti e ricondurre genitori e formatori nel vero dialogo di condivisione, rispettando il rapporto adulto bambino. "Non esistono bambini difficili o speciali, esistono la loro bellezza e la loro musica unica e irripetibile". Nel 2018 ha creato "La stanza sensoriale". Nel 2019 ha realizzato un altro progetto "La stanza blu" per poter creare un momento di ascolto con bambini traumatizzati da una perdita. Organizza corsi e seminari per lo sviluppo della spiritualità e dell'ascolto interiore.
Da giugno 2010 è life coach: guida della persona nel percorso di riflessione sugli ambiti della vita che si intende migliorare, fornendo supporto nell'individuazione e nel superamento di blocchi e limitazioni autoimposte. Impiego di vari metodi e approcci di crescita personale a seconda dello schema di convinzioni e valori della persona che si sta supportando. Programmazione e coordinamento di seminari e interventi formativi aperti a tutti  sul tema della crescita personale, sostegno ed elaborazione dei lutti e accompagnamento al trapasso. Progettazione e realizzazione di percorsi di coaching di breve durata rivolti a persone in via di cambiamento e trasformazione. Monitoraggio e gestione attiva delle varie fasi del processo di cambiamento, fornendo momenti di riflessione e di feedback sui risultati ottenuti e proponendo, quando necessario, opportune strategie di miglioramento. Partecipazione a seminari e incontri formativi in Italia e all'estero per integrare nuovi metodi e strategie di coaching e offrire un servizio sempre più innovativo e concreto. Analisi dei bisogni del cliente e individuazione delle aree di intervento primarie per aiutare la persona a raggiungere lo stato di benessere e soddisfazione auspicato. Assistente di supporto ai bambini in età scolastica, motivatrice per adolescenti e adulti, ha collaborato presso centri di recupero ed ha assunto la carica di presidente di associazioni attive nel sociale.